# トンゴ・ドゥンビア
トンゴ・ハメド・ドゥンビア（Tongo Hamed Doumbia 、1989年8月6日 - ）は、フランス・ヴェルノン出身のプロサッカー選手。マリ代表。ポジションは、ミッドフィールダー。

## クラブ経歴

### ウルヴァーハンプトン
2012年7月30日、ウルヴァーハンプトン・ワンダラーズFCに買い取りオプション付きレンタルで加入。2012年11月13日、買い取りオプションが行使され2016年夏までの契約を結んだ。最終的に35試合に出場したが、チームはフットボールリーグ1に降格した。
降格後、ケニー・ジャケット新監督が就任すると、ドゥンビアは来シーズンの構想から外れた。2013年8月6日、リーグ・アンのヴァランシエンヌFCにレンタル移籍。レギュラーを獲得するも、チームの降格を阻止出来なかった。

### トゥールーズ
2014年8月29日、リーグ・アンのトゥールーズFCに移籍。